# Маргарита Василева
Маргарита Василева (англ. Margarita Vasileva; нар. 2005, Софія, Болгарія)— болгарська гімнастка, що виступає в груповій першості. Чемпіонка Європи в командній першості.

## Результати на турнірах
| Рік                | Змагання           | Команда            | ГП                 | 5                  | 5                  |
| Юніорські змагання | Юніорські змагання | Юніорські змагання | Юніорські змагання | Юніорські змагання | Юніорські змагання |
| ------------------ | ------------------ | ------------------ | ------------------ | ------------------ | ------------------ |
| 2019               | Чемпіонат світу    | 8                  | 12                 | 13                 | 9                  |
| Дорослі змагання   |                    |                    |                    |                    |                    |
| Рік                | Змагання           | Команда            | ГП                 | 5                  | 3 + 2              |
| 2022               | Чемпіонат Європи   | 1                  | 4                  | 4                  | 6                  |
| 2022               | Чемпіонат світу    |                    | 1                  | 8                  | 1                  |
| 2024               | Чемпіонат Європи   | 1                  | 1                  | 4                  | 8                  |
| 2024               | Олімпійські ігри   |                    | 4                  |                    |                    |